# Spectralon
 (juillet 2014).
Le Spectralon est un nom déposé par la société Labsphere.  C'est le fluoropolymère avec la plus grande réflexion diffuse parmi les matériaux et revêtements connus, de l'ultraviolet au proche infrarouge en passant par le visible.
Il possède une haute réflexion lambertienne et peut être usiné en une grande variété de formes pour la construction de composants optiques, tel des cibles d'étalonnage, des sphères d'intégration ou des cavités de pompage pour laser,,.

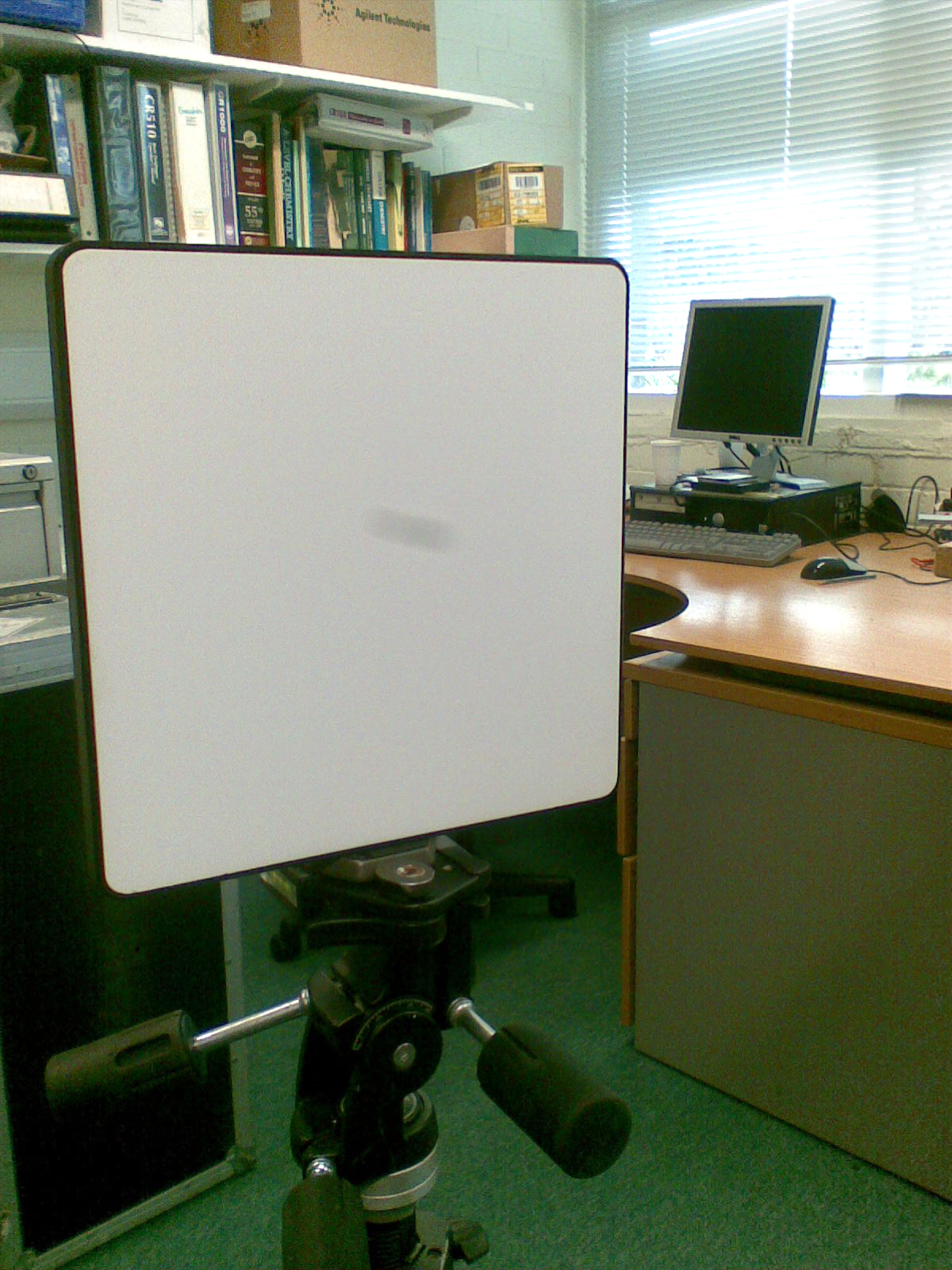
Un panneau de Spectralon

## Historique
Le spectralon a été développé par Labsphere et est disponible depuis 1986.